# Thulo Khairatawa
Thulo Khairatawa – gaun wikas samiti w zachodniej części Nepalu w strefie Lumbini w dystrykcie Nawalparasi. Według nepalskiego spisu powszechnego z 2001 roku liczył on 632 gospodarstw domowych i 4155 mieszkańców (1971 kobiet i 2184 mężczyzn).